# Залишся зі мною
«Залишся зі мною» (англ. Stand by me) — американська кінодрама режисера Роба Райнера, знята за мотивами оповідання Стівена Кінга «Тіло». Назва фільму походить від однойменної пісні 1961 року Бена Е. Кінга, яка звучить під час титрів до фільму. Прем'єра відбулася 8 серпня 1986 року. На 1 березня 2024 року фільм займав 231-шу позицію у списку 250 кращих фільмів за версією IMDb.
Фільмування відбувалися в штаті Орегон (у Браунсвіллі, епізоди зі збиванням поштових скриньок та стоянка старих авто — в місті Венета, сцена ночівлі в лісі — в місті Юджин). Епізод, в якому двоє хлопців випереджають потяг, знімався біля озера Бріттон в штаті Каліфорнія.

## Сюжет
Події відбуваються у вигаданому місті Касл-Рок штат Орегон.
Головний герой фільму — письменник Гордон Лачанс, який з газети дізнався про загибель адвоката Кріса Чемберса.
Коли Гордонові було 12 років, він ніби став невидимкою для батьків — нещодавно його старшого брата Деніса на смерть збив автомобіль. Деніс був гордістю родини, успішно грав у футбол і піклувався про молодшого брата.
Відрадою для Гордона стали його друзі, Тедді Дюшан (його батько, після того, як повернувся з війни, почав неадекватно поводитися, одного разу навіть приклав голову сина до плити — попри це Тедді дуже любив і пишався ним), Верні Тессіо, а особливо Кріс Чемберс, що завжди підтримував його в скрутній ситуації.
Верні випадково почув розмову свого старшого брата Білла про те, що вони побачили за 30 миль від міста тіло 12-річного Рея Брауера. Оскільки підлітки були на краденій машині, вони не могли розповісти про цей випадок поліції. У Верна виник план — разом із Гордоном, Тедом і Крісом вони скажуть батькам, що заночують в полі, а самі вирушать на пошуки тіла Рея Брауера.
Батько вважав Гордона невдахою, та Кріс був впевнений в тому, що його товариш стане великим письменником. Перед ночівлею в лісі Гордон розповів друзям про товстуна, який помстився навколишнім за знущання.
Попри те, що першого дня Гордону й Верні довелося тікати від потяга, а другого четверо впали в водойму з п'явками, вони продовжили пошуки й нарешті знайшли тіло Рея. Та старший брат Верна повідомив Ейса Мерілла — місцевого хулігана про те, де він побачив тіло. Разом підлітки також хотіли потрапити до газети як герої, що знайшли тіло хлопчика, тому зустрілися з Гордоном, Верні, Крісом та Тедді. Ейс дістав ножа, та Гордон залякав його пістолетом, який приніс його друг. Старші хлопці вимушені були відступити.
Після цього четверо 12-річних хлопців відмовилися від бажання прославитися таким способом і анонімно повідомили поліцію про місцеперебування тіла Рея.
На третій день вони дісталися рідного міста і розійшлися по домівках.
За рік Гордон і Кріс пішли на курси підготовки до коледжу. Хоча родина Кріса мала погану репутацію і хлопця вважали злодієм, він зміг продовжити навчання й став юристом. Він загинув, коли намагався перешкодити бійці п'яниць у барі.
Гордон Лачанс описав події свого дитинства в оповіданні: хоча він не бачив Кріса десять років, той лишився його найкращим другом.

## У головних ролях
- Віл Вітон — Гордон Лачанс (12-річний хлопчик);
- Рівер Фенікс — Кріс Чемберс — його найкращий друг, ватажок компанії;
- Корі Фельдман — Тедді Дюшам;
- Джеррі О'Коннелл — Верн Тессіо;
- Кіфер Сазерленд — Ейс Мерілл — лідер місцевих підлітків;
- Кейсі Семашко — Біллі Тессіо — старший брат Верна;
- Гері Рілі — Чарлі Хоган — товариш Білла Тессіо;
- Маршалл Белл — містер Лачанс;
- Френсіс Лі Маккейн — місис Лачанс;
- Джон К'юсак — Деніс Лачанс;
- Річард Дрейфус — письменник (Гордон Лачанс у зрілому віці)

## Касові збори
Касові збори становили $52,287,414.

## Саундтрек

### Композиції
| #   | Назва                                                  | Виконавець      | Тривалість |
| --- | ------------------------------------------------------ | --------------- | ---------- |
| 1.  | «Кожного дня» (Every day)                              | Бадді Голлі     | 2:07       |
| 2.  | «Нехай настануть добрі часи» (Let the Good Times Roll) | Ширлі Гудман    | 2:22       |
| 3.  | «Іди зі мною» (Come Go with Me)                        | The Del-Vikings | 2:40       |
| 4.  | «Шепіт дзвіночків» (Whispering Bells)                  | The Del-Vikings | 2:25       |
| 5.  | «Влаштуватися на роботу» (Get a Job)                   | The Silhouettes | 2:44       |
| 6.  | «Льодяник» (Lollipop)                                  | The Chordettes  | 2:09       |
| 7.  | Untitled (Yakety Yak)                                  | The Coasters    | 1:52       |
| 8.  | «Великі вогняні кулі» (Great Balls of Fire)            | Джеррі Лі Льюїс | 1:52       |
| 9.  | «Містер Лі» (Mr. Lee)                                  | The Bobbettes   | 2:14       |
| 10. | «Залишся зі мною» (Stand by Me)                        | Бен Кінг        | 2:55       |

## Кінокритика
Кінофільм здобув рейтинг 91% на сайті Rotten Tomatoes (39 схвальних та 4 негативних відгуків).

## Номінації

### Золотий глобус
- Найкращий фільм-драма
- Найкращий режисер

### Оскар
- Найкращий сценарій

### Гільдія режисерів США
- Роб Райнер — за видатні досягнення режисера

## Факти
- Щоб сміх Тедді Дюшама був таким самим, як його описав Стівен Кінг, актор Корі Фелдман та режисер Роб Райнер випробували тридцять зразків.
- Роб Райнер, що був учасником антитютюнової кампанії в Каліфорнії, наполіг на тому, що головні герої у кадрі замість справжніх цигарок використовували листя капусти.
- При фільмуванні сцени, в якій двоє хлопців тікають від потягу, молоді актори не виглядали достатньо наляканими, тому режисер накричав на них, після чого епізод успішно зняли.
- В одному з інтерв'ю Стівен Кінг зазначив, що епізод із п'явками справді трапився із ним у дитинстві.
- Касл Рок (місто, в якому відбуваються події фільму) стало назвою продюсерської кампанії Роба Райнера Castle Rock Entertainment.
- Задля безпеки й здоров'я акторів, водойму, в яку впали Гордон, Кріс, Тедді та Верн знімальна команда будувала власноруч. Проте, як пожартував Корі Фелдман, від того часу до моменту фільмування пройшло близько трьох місяців, так що все одно ніхто не знав, що могло бути в тій водоймі.
- У фінальній сцені фільму фразу «Боже, чи мав хтось?» (англ. Jesus, does anyone?) додали пізніше — розмір і колір літер на моніторі відрізняється від решти.